# Navia (comune)
Navia è un comune spagnolo di 9 063 abitanti situato nella comunità autonoma delle Asturie.